# Алісія Молік
Алісія Молік (англ. Alicia Molik) — австралійська тенісистка, олімпійська медалістка, переможниця відкритих чемпіонатів Австралії та Франції в парному розряді. 
Бронзову олімпійську медаль Молік виборола на Афінській олімпіаді 2004 року в одиночному розряді. 
Виступаючи за Австралію у Кубка Федерації Молік виграла 17 матчів при 21 поразці. 2003 року разом із Ллейтоном Х'юїттом вона грала в фіналі Кубка Гопмана, але австралійська пара поступилася американській.

## Значні фінали

### Фінали турнірів Великого шолома

#### Пари: 2 титули
| Результат | Рік  | Турнір          | Поверхня | Партнерка          | Супротивниці                    | Рахунок       |
| --------- | ---- | --------------- | -------- | ------------------ | ------------------------------- | ------------- |
| Перемога  | 2005 | Australian Open | Хард     | Світлана Кузнецова | Ліндсі Девенпорт Коріна Мораріу | 6–3, 6–4      |
| Перемога  | 2007 | French Open     | Ґрунт    | Мара Сантанджело   | Катарина Среботнік Суґіяма Ай   | 7–6(7–5), 6–4 |

#### Мікст: 3 поразки
| Результат | Рік  | Турнір    | Поверхня | Партнер        | Супротивники                | Рахунок             |
| --------- | ---- | --------- | -------- | -------------- | --------------------------- | ------------------- |
| Поразка   | 2004 | Wimbledon | Трава    | Тодд Вудбрідж  | Кара Блек Вейн Блек         | 6–3, 6–7(8–10), 4–6 |
| Поразка   | 2004 | US Open   | Хард     | Тодд Вудбрідж  | Віра Звонарьова Боб Браян   | 3–6, 4–6            |
| Поразка   | 2007 | Wimbledon | Трава    | Йонас Бйоркман | Єлена Янкович Джеймі Маррей | 4–6, 6–3, 1–6       |

### Турніри WTA I рівня та прем'єрні обов'язкові або з чільних 5

#### Одиночний розряд: 1 титул
| Результат | Рік  | Турнір      | Поверхня | Супротивниця   | Рахунок       |
| --------- | ---- | ----------- | -------- | -------------- | ------------- |
| Перемога  | 2004 | Zurich Open | Хард (i) | Марія Шарапова | 4–6, 6–2, 6–3 |

#### Пари: 1 титул
| Результат | Рік  | Турнір        | Поверхня | Партнерка          | Супротивниці              | Рахунок            |
| --------- | ---- | ------------- | -------- | ------------------ | ------------------------- | ------------------ |
| Перемога  | 2005 | Miami Masters | Хард     | Світлана Кузнецова | Ліза Реймонд Ренне Стаббс | 7–5, 6–7(5–7), 6–2 |

## Олімпійський фінал за 3-є місце

### Одиночний розряд: 1 бронза
| Результат | Турнір | Дисципліна       | Поврхня | Супротивниця      | Рахунок  |
| --------- | ------ | ---------------- | ------- | ----------------- | -------- |
| Бронза    | 2004   | Одиночний розряд | Хард    | Анастасія Мискіна | 6–3, 6–4 |

## Фінали турнірів WTA

### Одиночний розряд: 9 (5 титулів, 4 поразки)
| Легенда                               |
| ------------------------------------- |
| WTA 1000 (Tier I)                     |
| WTA 500 (Tier II)                     |
| WTA 250 (Tier III / Tier IV / Tier V) |

| Результат | В-П | Дата            | Турнір                      | Категорія | Покриття   | Опонент           | Рахунок            |
| --------- | --- | --------------- | --------------------------- | --------- | ---------- | ----------------- | ------------------ |
| Перемога  | 1.  | 12 січня 2003   | Hobart International        | Tier V    | Тверде     | Емі Фрейзер       | 6–2, 4–6, 6–4      |
| Поразка   | 1.  | 31 березня 2003 | Sarasota Clay Court Classic | Tier IV   | Ґрунт      | Анастасія Мискіна | 4–6, 4–1           |
| Поразка   | 2.  | 14 квітня 2003  | Budapest Grand Prix         | Tier V    | Ґрунт      | Магі Серна        | 6–3, 5–7, 4–6      |
| Поразка   | 3.  | 17 травня 2004  | Gastein Ladies              | Tier III  | Ґрунт      | Анна Смашнова     | 2–6, 6–3, 2–6      |
| Перемога  | 2.  | 8 серпня 2004   | Nordea Nordic Light Open    | Tier IV   | Тверде     | Тетяна Перебийніс | 6–1, 6–1           |
| Перемога  | 3.  | 24 жовтня 2004  | Zurich Open                 | Tier I    | Тверде (i) | Марія Шарапова    | 4–6, 6–2, 6–3      |
| Перемога  | 4.  | 31 жовтня 2004  | BGL Luxembourg Open         | Tier III  | Тверде (i) | Дінара Сафіна     | 6–3, 6–4           |
| Перемога  | 5.  | 15 січня 2005   | Sydney International        | Tier II   | Тверде     | Саманта Стосур    | 6–7(5–7), 6–4, 7–5 |
| Поразка   | 4.  | 21 лютого 2005  | Qatar Ladies Open           | Tier II   | Тверде     | Марія Шарапова    | 6–4, 1–6, 4–6      |

### Парний розряд: 16 (7 титулів, 9 поразок)
| Легенда                 |
| ----------------------- |
| Турніри Великого шолома |
| WTA 1000 (Tier I)       |
| WTA 500 (Tier II)       |
| WTA 250 ()              |

| Результат | В-П | Дата             | Турнір                                 | Категорія  | Покриття   | Партнер             | Опоненти                                | Рахунок            |
| --------- | --- | ---------------- | -------------------------------------- | ---------- | ---------- | ------------------- | --------------------------------------- | ------------------ |
| Поразка   | 1.  | 15 січня 2000    | Hobart International                   |            | Тверде     | Кім Клейстерс       | Ріта Гранде Емілі Луа                   | 2–6, 6–2, 3–6      |
| Поразка   | 2.  | 14 червня 2003   | Birmingham Classic                     |            | Трава      | Мартіна Навратілова | Ельс Калленс Мейлен Ту                  | 5–7, 4–6           |
| Поразка   | 3.  | 23 серпня 2003   | Connecticut Open                       |            | Тверде     | Магі Серна          | Вірхінія Руано Паскуаль Паола Суарес    | 6–7(6–8), 3–6      |
| Поразка   | 4.  | 10 квітня 2004   | Amelia Island Championships            |            | Ґрунт      | Міріам Казанова     | Надія Петрова Меган Шонессі             | 6–3, 2–6, 5–7      |
| Перемога  | 1.  | 19 червня 2004   | Eastbourne International               |            | Трава      | Магі Серна          | Світлана Кузнецова Олена Лиховцева      | 6–4, 6–4           |
| Перемога  | 2.  | 7 серпня 2004    | Nordea Nordic Light Open               |            | Тверде     | Барбара Шетт        | Еммануель Гальярді Анна-Лена Гренефельд | 6–3, 6–3           |
| Перемога  | 3.  | 1 листопада 2004 | Advanta Championships of Philadelphia  |            | Тверде (i) | Ліза Реймонд        | Лізель Губер Коріна Мораріу             | 7–5, 6–4           |
| Перемога  | 4.  | 28 січня 2005    | Відкритий чемпіонат Австралії з тенісу | Grand Slam | Тверде     | Світлана Кузнецова  | Ліндсі Девенпорт Коріна Мораріу         | 6–3, 6–4           |
| Перемога  | 5.  | 26 лютого 2005   | Qatar Ladies Open                      |            | Тверде     | Франческа Ск'явоне  | Кара Блек Лізель Губер                  | 6–3, 6–4           |
| Поразка   | 5.  | 5 березня 2005   | Dubai Tennis Championships             |            | Тверде     | Світлана Кузнецова  | Вірхінія Руано Паскуаль Паола Суарес    | 7–6(9-7), 2–6, 1–6 |
| Перемога  | 6.  | 27 березня 2005  | Відкритий чемпіонат Маямі з тенісу     | Tier I     | Тверде     | Світлана Кузнецова  | Ліза Реймонд Ренне Стаббс               | 7–5, 6–7(5–7), 6–2 |
| Поразка   | 6.  | 27 травня 2006   | Istanbul Cup                           |            | Тверде     | Саня Мірза          | Альона Бондаренко Анастасія Якімова     | 2–6, 4–6           |
| Поразка   | 7.  | 24 лютого 2007   | Dubai Tennis Championships             |            | Тверде     | Світлана Кузнецова  | Кара Блек Лізель Губер                  | 6–7(6–8), 4–6      |
| Поразка   | 8.  | 25 травня 2007   | Internationaux de Strasbourg           |            | Ґрунт      | Сунь Тяньтянь       | Янь Цзи Чжен Цзє                        | 3–6, 4–6           |
| Перемога  | 7.  | 9 червня 2007    | Відкритий чемпіонат Франції з тенісу   | Grand Slam | Ґрунт      | Мара Сантанджело    | Катарина Среботнік Суґіяма Ай           | 7-6(7–5), 6–4      |
| Поразка   | 9.  | 11 серпня 2007   | LA Women's Tennis Championships        |            | Тверде     | Мара Сантанджело    | Квета Пешке Ренне Стаббс                | 0–6, 1–6           |

## Зовнішні посилання
- Досьє на сайті Жіночої тенісної асоціації [Архівовано 2 липня 2018 у Wayback Machine.]

## Виноски
1. 1 2  Player Profile // WTA website

| Тенісист | Це незавершена стаття про тенісиста чи тенісистку. Ви можете допомогти проєкту, виправивши або дописавши її. |